# Reacció de formilació
Una reacció de formilació en química orgànica es refereix a reaccions orgàniques en què un compost orgànic es funcionalitza amb un grup formil (-CH=O). La reacció és una ruta cap als aldehids (C-CH=O), formamides (N-CH=O) i èsters formats (O-CH=O). Un reactiu que lliura el grup formil s'anomena agent formilador. Un procés de formilació particularment important és la hidroformilació que converteix els alquens en l'aldèhid homologat. La conversió del benzè en benzaldehid és la base de la reacció de Gattermann-Koch: